# 1986 OFC女子ネイションズカップ
1986 OFC女子ネイションズカップは、1986年3月29日から4月5日にかけて、ニュージーランドのクライストチャーチで開催された第2回目のOFC女子ネイションズカップである。チャイニーズタイペイが初優勝を果たした。当初はパプアニューギニアも参加する予定だったが、大会前に辞退したため急遽ニュージーランドBが参加することとなった。

## 結果

### グループリーグ
1986年当時の勝ち点の計算法は、勝利の場合2、引き分けの場合1であったため、以下この計算法を適用して結果を記す。上位2チームが決勝戦に進出する。
| 順 | チーム               | 試 | 勝 | 分 | 敗 | 得 | 失 | 差 | 点 |
| -- | -------------------- | -- | -- | -- | -- | -- | -- | -- | -- |
| 1  | チャイニーズタイペイ | 3  | 3  | 0  | 0  | 4  | 1  | +3 | 6  |
| 2  | オーストラリア       | 3  | 2  | 0  | 1  | 3  | 2  | +1 | 4  |
| 3  | ニュージーランド     | 3  | 1  | 0  | 2  | 3  | 3  | 0  | 2  |
| 4  | ニュージーランドB    | 3  | 0  | 0  | 3  | 1  | 5  | −4 | 0  |

| 1986年3月29日 |

| ニュージーランドB | 0 - 1 | チャイニーズタイペイ |
|                   |       |                      |

| クライストチャーチ |

| 1986年3月29日 |

| ニュージーランド | 0 - 1 | オーストラリア |
|                  |       |                |

| クライストチャーチ |

| 1986年3月31日 |

| チャイニーズタイペイ | 1 - 0 | オーストラリア |
|                      |       |                |

| クライストチャーチ |

| 1986年3月31日 |

| ニュージーランド | 2 - 0 | ニュージーランドB |
|                  |       |                   |

| クライストチャーチ |

| 1986年4月2日 |

| ニュージーランド | 1 - 2 | チャイニーズタイペイ |
|                  |       |                      |

| クライストチャーチ |

| 1986年4月2日 |

| ニュージーランドB | 1 - 2 | オーストラリア |
|                   |       |                |

| クライストチャーチ |

### 3位決定戦
| 1986年4月5日 |

| ニュージーランド | 0 - 0 (延長) | ニュージーランドB |
|                  |              |                   |
|                  | PK戦         |                   |
|                  | 3 - 1        |                   |

| クライストチャーチ |

### 決勝
| 1986年4月5日 |

| チャイニーズタイペイ | 4 - 1 | オーストラリア |
|                      |       |                |

| クライストチャーチ |

## 優勝国
| 1986 OFC女子ネイションズカップ優勝国 |
| ------------------------------------ |
| · チャイニーズタイペイ · 初優勝      |